# 水野由結
水野 由結（みずの ゆい、1999年6月20日—）是日本偶像、歌手、藝人。屬於AMUSE。於2010年起，她以YUIMETAL名義擔任金屬偶像舞蹈組合BABYMETAL的SCREAM及舞蹈為女子偶像組合櫻花學院及衍生組合Twinklestars、Mini-pati的元成員。神奈川縣出身。

## 經歷
水野於2007年以讀者模特開始藝能界活動後，加入了AMUSE。2008年至2010年間拍攝廣告、電視劇、舞台劇等活動。2010年8月、以小學部「轉校生」的身份加入櫻花學院。同年10月，參於衍生組合舞棒部Twinklestars、11月以YUIMETAL名義參與重音部BABYMETAL。
2011年5月2日至2013年3月25日，水野與菊地最愛以報榜女孩的身份，一同出演電視節目《saku saku》中的環節「速報!神奈川縣最暢銷的CD單曲周榜」。同年7月，以第二代的成員身份參與烹飪部的「Mini-pati」。
2013年4月，中元鈴香（SU-METAL）於櫻花學院畢業BABYMETAL亦隨之脫離櫻花學院獨立，以「課外活動」為名繼續活動。2014年5月，水野出任櫻花學院的製作委員長（負責構想歌單）。2015年3月29日，於櫻花學院畢業。她畢業後繼續以BABYMETAL成員的身份活動。
2017年12月因身體不適因素，開始缺席所有公開活動，隔年期間官網曾發聲明，表示其仍舊為BABYMETAL成員，待身體康復後將會回歸。
2018年10月19號，水野透過官網發表正式退團聲明。

## 人物
水野第一次買的CD桃色幸運草Z的CD。她憧憬的女性名人為電視劇《小海女》的天野アキ（能年玲奈）。她喜歡的櫻花學院歌曲為《未完成シルエット》，並表示想連同畢業生在內全體櫻花學院一起舉行公演。
水野喜歡的動畫為《K-ON！輕音部》、《魔法少女小圓》、《蠟筆小新》等。喜歡的電影有《玩具總動員3》、《無敵破壞王》、《小美人魚》等。喜歡的節目有《Victorious》、《薩姆和卡特》，並指喜歡的海外藝人為有出演這兩節目的雅瑞安娜·格蘭德。
在2015年的滾石雜誌訪談中，水野表示自己喜歡的BABYMETAL歌曲是《Road of Resistance》，她指在辛苦的時候聽這歌能為她帶來勇氣。
另外，在訪談中問及她喜歡的金屬樂隊時，她表示為Cannibal Corpse。

### 可憐Girl's
水野非常憧憬在櫻花學院一同活動的武藤彩未、中元鈴香以前所屬的組合可憐Girl's，在水野為小學3年級時可憐Girl's開始為期一年的活動。她的家與武藤彩未家在那時候起已有來往，故水野一家都會支持可憐Girl's。在可憐Girl's的活動時期，水野的家人患上生死攸關的危疾，水野去探病途中或歸去時都常會聽可憐Girl's的歌曲，因而被歌詞勉勵。
之後，她與家人一同去看可憐Girl's的「任務完成LIVE」。及後，她便以可憐Girl's為自我目標，開展藝人活動、後來她在BABYMETAL的公演上翻唱可憐Girl's的歌曲《Over The Future》，與成員中元鈴香（SU-METAL）共演。

## 出演

### 電視劇
- 「MW-ムウ-」 第0章 〜悪魔のゲーム〜（2009年6月30日、日本テレビ） - あすなろ園の孤児 役。
- フジテレビ開局50周年記念特別番組 「探そう!ニッポン人の忘れもの」 第2夜“家族”の忘れもの ハッピーバースデー（2009年11月21日、フジテレビ） - 少女期の堀静代 役。
- TBS・講談社主催「第2回ドラマ原作大賞」大賞受賞作「記憶の海」第3話「山内教授の記憶」（2010年3月24日、TBS）- 小学生時の山内京子 役。

### CM
- 「バンダイ プリキュアインナー」（2008年）
- 「フレッツ光 にねん割cm」（2012年）

### 網絡配信
- 「新しいこども番組」（2009年9月18日、Goomo）

### 舞台
- おくりびと
  - 2010年5月29日 - 6月6日（赤坂ACTシアター）
  - 2010年6月6日 - 13日（シアターBRAVA!）
  - 2010年6月16日 - 24日（御園座）

### 書籍
- 小学一年生（小学館）
- ぷっちぐみ（小学館）